# Les Loges-Margueron
Les Loges-Margueron est une commune française, située dans le département de l'Aube en région Grand Est.

## Géographie

### Localisation
La commune des Loges-Margueron se trouve au sud du département de l'Aube, en région Grand Est. L'altitude moyenne est de 150 m et la surface du territoire communal est de 3120 ha.
Elle se situe à 26 km par la route de Troyes, préfecture du département, et à 28 km des Riceys, bureau centralisateur du canton des Riceys dont dépend la commune depuis 2015 pour les élections départementales. Le village des Loges-Margueron se trouve à côté de la D 444 qui relie Troyes à Tonnerre.
Les communes les plus proches sont : 
Metz-Robert (1,2 km), Chaource (3,8 km), Les Granges (5,2 km), Maupas (6,0 km), La Loge-Pomblin (6,6 km), Jeugny (7,3 km), Machy (7,4 km), Lagesse (7,5 km).
| La Vendue-Mignot       | Montceaux-lès-Vaudes | Rumilly-lès-Vaudes |
| Jeugny La Loge-Pomblin | Loges-Margueron      | Lantages           |
| Metz-Robert            | Chaource             |                    |

### Hydrographie

#### Réseau hydrographique
La commune est dans la région hydrographique « la Seine de sa source au confluent de l'Oise (exclu) » au sein du bassin Seine-Normandie. Elle est drainée par l'Armance, le canal 01 de la Forêt Domaniale d'Aumont, le canal 02 de la Forêt Domaniale d'Aumont, le ru de Brevant, le ru des Naues, le canal 01 de la Forêt Communale de la Loge Pomblin, le canal 02 de la Forêt Communale de la Loge Pomblin, le Fossé 01 de la Petite Ecluse, le Fossé 01 de la Vendue Charles, le Fossé 01 des Charmillères, le Fossé 02 de Corbery, le ru des Naues, le ruisseau des Louvières et le ruisseau des Louvières,.
L'Armance, d'une longueur de 48 km, prend sa source dans la commune de Chaource et se jette  dans l'Armançon à Saint-Florentin, après avoir traversé 19 communes.

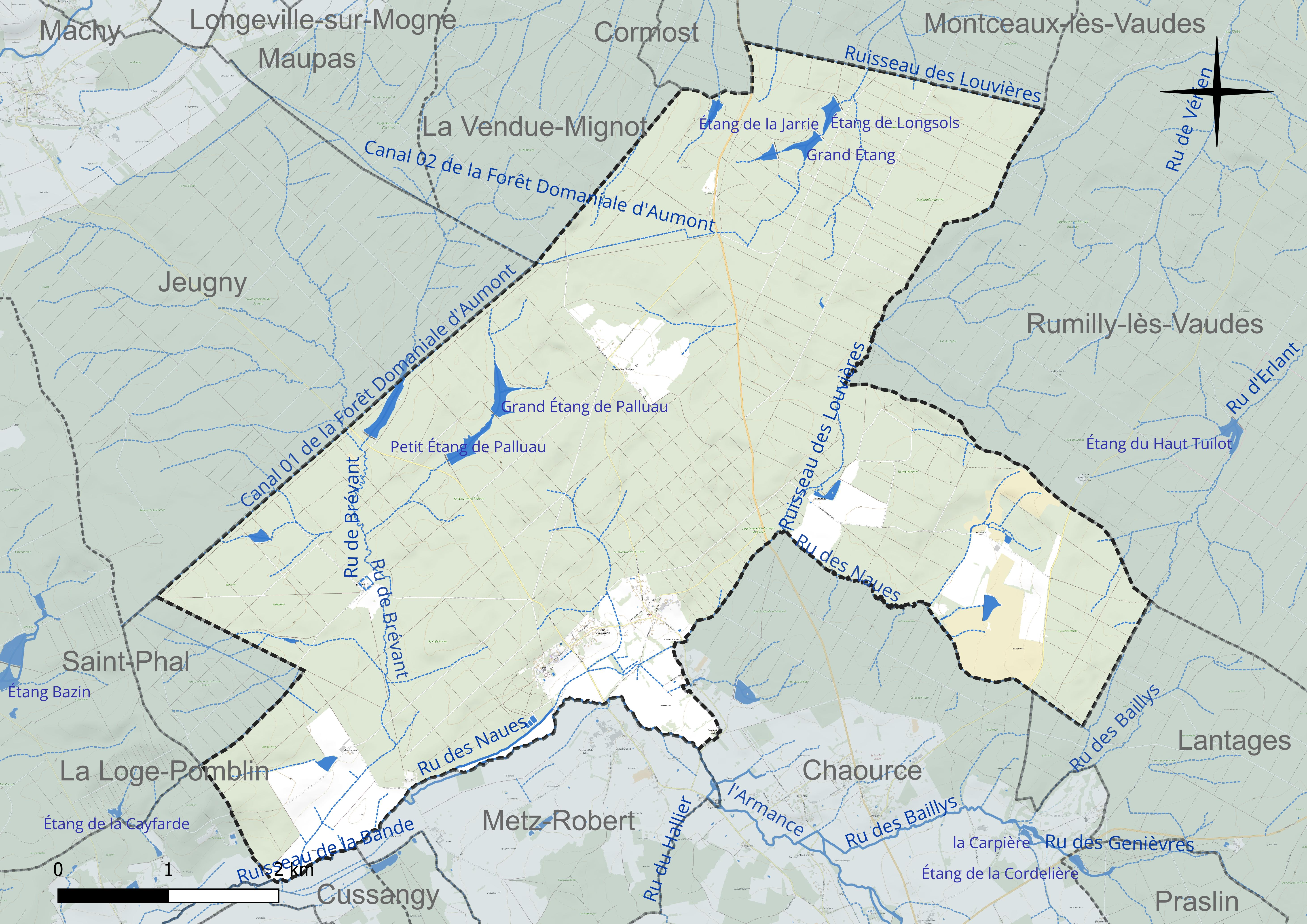
Réseau hydrographique des Loges-Margueron.

Neuf plans d'eau complètent le réseau hydrographique : Carpière Cadet (1,4 ha), Carpière Deschamp (0,3 ha), le Grand étang (2,7 ha), le Grand étang de Palluau (4,9 ha), le Petit étang de Palluau (4,2 ha), le plan d'eau 1 de la commune des Loges Margueron (1,2 ha), l'étang de la Jarrie (1,5 ha), l'étang de l'Embranchoir, d'une superficie totale de 5,8 ha (5 ha sur la commune) et l'étang de Longsols (2,4 ha),.

#### Gestion et qualité des eaux
Le territoire communal est couvert par le schéma d'aménagement et de gestion des eaux (SAGE) « Armançon ». Ce document de planification concerne le territoire du bassin versant de l'Armançon qui s’étend sur 3 100 km2 et se répartit sur trois départements (l'Aube, l'Yonne et la Côte-d'Or). Il a été approuvé le 6 mai 2013. La structure porteuse de l'élaboration et de la mise en œuvre est le syndicat mixte du bassin versant de l'Armançon (SMBVA).
La qualité des cours d’eau peut être consultée sur un site dédié géré par les agences de l’eau et l’Agence française pour la biodiversité.

### Climat
Pour des articles plus généraux, voir Climat du Grand Est et Climat de l'Aube.
En 2010, le climat de la commune est de type climat océanique dégradé des plaines du Centre et du Nord, selon une étude du Centre national de la recherche scientifique s'appuyant sur une série de données couvrant la période 1971-2000. En 2020, Météo-France publie une typologie des climats de la France métropolitaine dans laquelle la commune est exposée à un climat océanique altéré et est dans la région climatique Lorraine, plateau de Langres, Morvan, caractérisée par un hiver rude (1,5 °C), des vents modérés et des brouillards fréquents en automne et hiver.
Pour la période 1971-2000, la température annuelle moyenne est de 10,6 °C, avec une amplitude thermique annuelle de 15,7 °C. Le cumul annuel moyen de précipitations est de 748 mm, avec 11,7 jours de précipitations en janvier et 7,9 jours en juillet. Pour la période 1991-2020, la température moyenne annuelle observée sur la station météorologique de Météo-France la plus proche, « Chessy-les-Prés_sapc », sur la commune de Chessy-les-Prés à 16 km à vol d'oiseau, est de 11,2 °C et le cumul annuel moyen de précipitations est de 756,5 mm. 
La température maximale relevée sur cette station est de 41,4 °C, atteinte le 25 juillet 2019 ; la température minimale est de −22,2 °C, atteinte le 2 janvier 1997,,.
Les paramètres climatiques de la commune ont été estimés pour le milieu du siècle (2041-2070) selon différents scénarios d'émission de gaz à effet de serre à partir des nouvelles projections climatiques de référence DRIAS-2020. Ils sont consultables sur un site dédié publié par Météo-France en novembre 2022.

## Urbanisme

### Typologie
Au 1er janvier 2024, Les Loges-Margueron est catégorisée commune rurale à habitat dispersé, selon la nouvelle grille communale de densité à 7 niveaux définie par l'Insee en 2022.
Elle est située hors unité urbaine. Par ailleurs la commune fait partie de l'aire d'attraction de Troyes, dont elle est une commune de la couronne,. Cette aire, qui regroupe 209 communes, est catégorisée dans les aires de 200 000 à moins de 700 000 habitants,.

### Occupation des sols
L'occupation des sols de la commune, telle qu'elle ressort de la base de données européenne d’occupation biophysique des sols Corine Land Cover (CLC), est marquée par l'importance des forêts et milieux semi-naturels (89,5 % en 2018), en augmentation par rapport à 1990 (84,1 %). La répartition détaillée en 2018 est la suivante : 
forêts (81,9 %), milieux à végétation arbustive et/ou herbacée (7,6 %), terres arables (5 %), prairies (3,7 %), zones agricoles hétérogènes (1,9 %). L'évolution de l’occupation des sols de la commune et de ses infrastructures peut être observée sur les différentes représentations cartographiques du territoire : la carte de Cassini (XVIIIe siècle), la carte d'état-major (1820-1866) et les cartes ou photos aériennes de l'IGN pour la période actuelle (1950 à aujourd'hui).

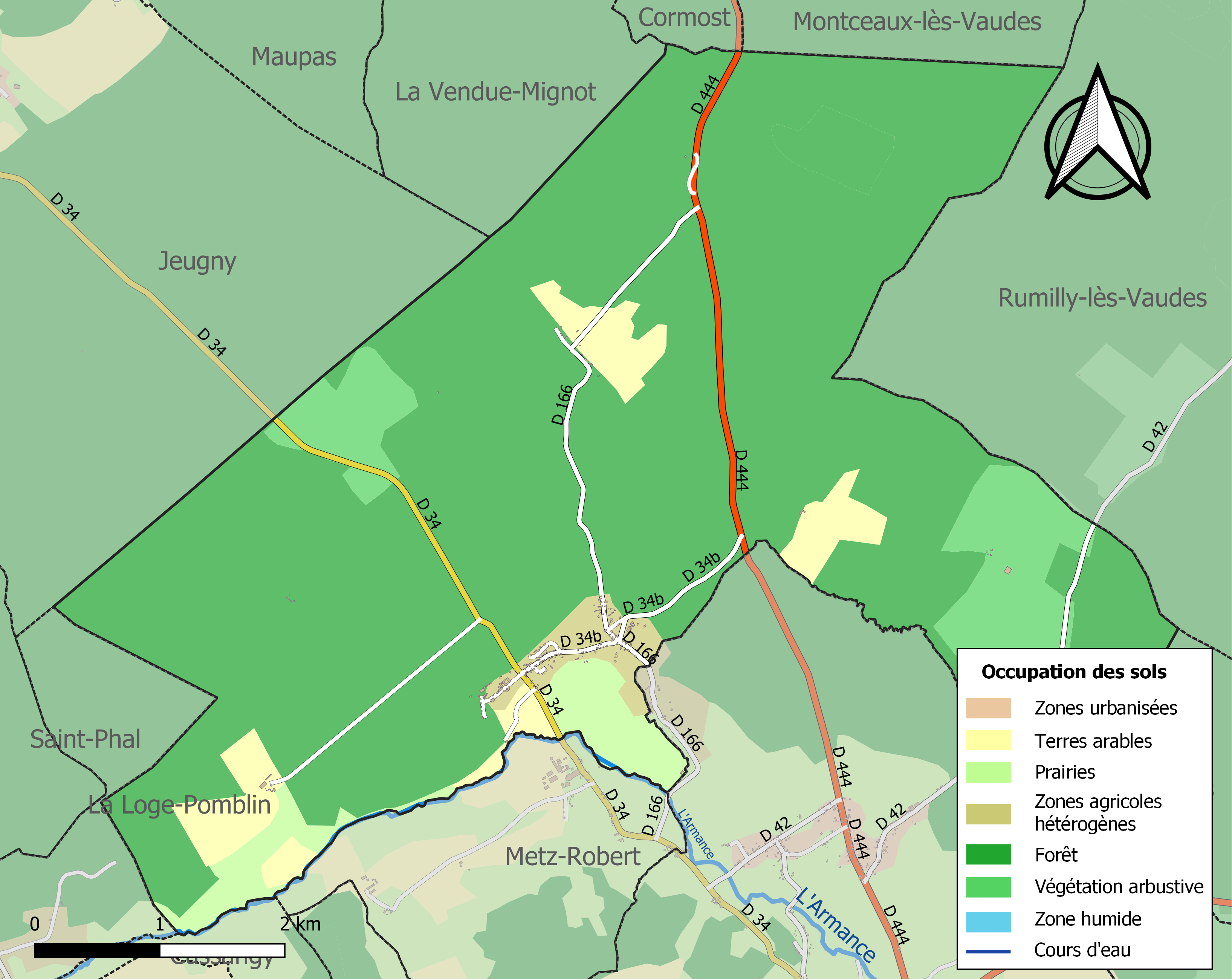
Carte des infrastructures et de l'occupation des sols de la commune en 2018 (CLC).

## Toponymie
Le toponyme Loges est dérivé de l'ancien français loge désignant une hutte ou cabane couverte de feuillage, du germanique *laubja, en vieux bas francique signifie « abri de branchages, cabane de feuillages, hutte ».
Ici, Les Loges sont accompagnées du nom de leur  propriétaire.

## Histoire

### Palluau

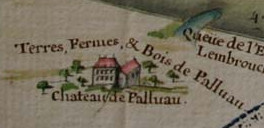
Vue du château, archives départementales de l'Aube C 1421.

Ancienne seigneurie qui a été un village de l'élection de Troyes. Il a aussi été nommé Maison-Neuve et comprenait un bois, huit fermes et un château, un étang et un moulin. Ce château avec chapelle, quatre tours et bâtiments est attesté jusqu'en 1741.

### Divers
Le nom de Loges dérive du germanique laubja signifiant "cabane couverte de feuillage" et peut par conséquent avoir désigné un abri ou un habitat plus ou moins provisoire établi sur les lieux à défricher. Margueron se réfère à un nom de personne.

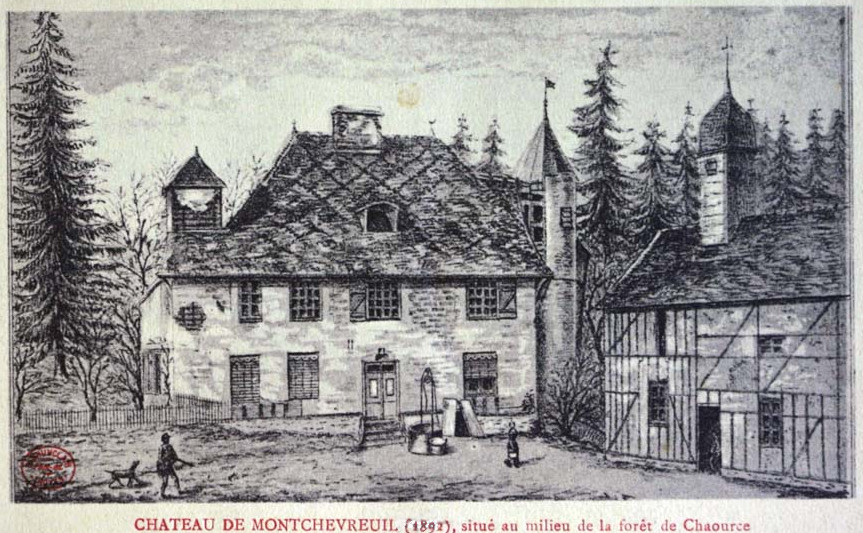
Montchevreuil.

Le domaine de Montchevreuil en pleine forêt d'Isle, était occupé depuis fort longtemps puisqu'en 1336, le duc de Bourgogne y avait installé un veneur qui pratiquait la chasse aux loups et l'élevage de sangliers. L'actuel chalet, en bordure de la route Troyes - Chaource fut construit en 1631 sur l'emplacement d'une grange appartenant à l'abbaye de Mores, par Louis de Vienne, seigneur de Presle (Savoie).
Ce charmant chalet à pans de bois et briques est accolé de deux petites tourelles. En 1893, il y avait encore la chapelle, détruite depuis, où l'on célébrait la messe, le jour de la Saint-Louis. L'édification de cette chapelle avait été autorisée à l'issue du démembrement de la paroisse d'Isle-Aumont entre 1508 et 1515. Une tuilerie avoisinant le chalet, construite en 1842, donc peu après la construction de la route Troyes - Tonnerre, fonctionnait jusqu'à la fin du XIXe siècle.

### La décharge Chazelle
En 1989, les Établissements Chazelle annonçaient la création d'un site de stockage de déchets industriels banals au lieu-dit le Bois du Petit Palluau, plus connu sous le nom de ferme des Colons, sur le territoire de la commune, dans le massif forestier de Chaource-Rumilly.
Ce projet, une fois connu, devait entrainer une réaction rapide des opposants qui créèrent en 1990 l'Association de défense de la forêt de Chaource et du Vaudois. Ceux-ci se heurtent d'abord au conseil municipal des Loges, intéressé par les retombées économiques et financières espérées, et qui propose une modification de son plan d'occupation des sols pour permettre la création de la décharge sur son finage.
Après étude, le préfet de l'Aube, par arrêté du 30 juin 1994, autorise l'ouverture de cette décharge. Cette action déterminante est raidement battue en brèche par le tribunal administratif de Chalons qui constate un fatal dépassement des délais.
Un an s'écoule et les établissements Chazelle sont contraints de déposer une nouvelle demande d'autorisation préfectorale qui sera signée le 1/12/1995 malgré l'opposition des communes lors de la nouvelle enquête d'utilité publique.
En octobre 1996, les Établissements Chazelle sont rachetés par l'entreprise Dectra, filiale de la Lyonnaise des eaux, et le projet de décharge est maintenu.
L'association de défense de la forêt dépose un recours devant le tribunal administratif de Nancy. Le 25 juin 1998, celui-ci, en délibéré, confirme l'annulation de la première autorisation préfectorale du 30 juin 1994, jugeant que l'étude d'impact, depuis le début, ne comporte pas assez d'informations sur les conséquences de l'exploitation pour l'environnement.
La société Dectra doit donc interrompre les travaux commencés en juin 1998 et ne fait pas appel de cette décision du tribunal.

## Politique et administration
| Période                                  | Période    | Identité                        | Étiquette | Qualité                                                                                 |
| ---------------------------------------- | ---------- | ------------------------------- | --------- | --------------------------------------------------------------------------------------- |
| 28/10/1793                               | 07/09/1794 | François Hyez                   |           |                                                                                         |
| 03/10/1800                               |            | Edme Gariot                     |           |                                                                                         |
| 18/01/1808                               |            | Acceul Vincent Gilles-Labranche |           | garde général des eaux et forêts à Crogny, homme de confiance de M. Duchastel-Berthelin |
| 07/04/1835                               |            | Valentin Roussel                |           | garde forestier                                                                         |
| 03/12/1837                               |            | Edme Nicolas Poterat            |           | fermier                                                                                 |
| 15/08/1840                               |            | Jacques Germain Guyou           |           |                                                                                         |
| 28/08/1843                               |            | Joseph Moreau                   |           | marchand de bois, propriétaire du domaine de Crogny                                     |
| 08/10/1848                               |            | Philippe Gauthier               |           |                                                                                         |
| 27/11/1853                               |            | Joseph Moreau                   |           | Marchand de bois, propriétaire du domaine de Crogny, conseiller général                 |
| 17/09/1865                               |            | Marie Adolphe Deviras           |           | régisseur de Crogny                                                                     |
| 18/07/1880                               |            | Lazare Chervais                 |           | bûcheron écarreur                                                                       |
| 23/01/1881                               |            | Marie Adolphe Deviras           |           | régisseur de Crogny                                                                     |
| 18/05/1884                               |            | Alexandre Thiroine              |           | marchand de bois                                                                        |
| 08/06/1887                               |            | Edme Nicolas Pierre Naissant    |           | manouvrier                                                                              |
| 20/05/1888                               |            | Henri Jannès                    |           | régisseur du domaine de Crogny de 1884 à 1913                                           |
| 19/05/1912                               |            | Alexandre Thiroine              |           | marchand de bois                                                                        |
| 10/12/1919                               |            | Edmond de la Rupelle            |           | propriétaire de Montchevreuil                                                           |
| 12/06/1921                               |            | Pierre Gauthier                 |           |                                                                                         |
| 19/05/1929                               |            | Michel Gauthier                 |           |                                                                                         |
| 17/05/1935                               |            | Henri Martin                    |           |                                                                                         |
| 14/11/1938                               |            | Vincent Bertheau                |           |                                                                                         |
| 19/05/1945                               |            | Maurice Chevrier                |           |                                                                                         |
| 08/05/1953                               |            | René Leloup                     |           |                                                                                         |
| 20/03/1960                               |            | Georges Vaudey                  |           |                                                                                         |
| 27/10/1962                               |            | René Leloup                     |           |                                                                                         |
| 21/03/1971                               |            | Robert Gantier                  |           | directeur de l'école de sylviculture à Crogny                                           |
| 03/06/1972                               |            | Alphonse Villers                |           |                                                                                         |
| 24/03/1977                               |            | René Leloup                     |           |                                                                                         |
| 08/05/1980                               |            | Geneviève Brunet                |           |                                                                                         |
| 05/10/1980                               |            | Michel Chevau                   |           |                                                                                         |
| mars 2001                                | 2008       | Jean-Pierre Chantepie           |           |                                                                                         |
| mars 2008                                | 2020       | Jean-Pierre Chantepie           | DVD       | Agriculteur retraité                                                                    |
| Les données manquantes sont à compléter. |            |                                 |           |                                                                                         |

## Démographie
L'évolution du nombre d'habitants est connue à travers les recensements de la population effectués dans la commune depuis 1793. Pour les communes de moins de 10 000 habitants, une enquête de recensement portant sur toute la population est réalisée tous les cinq ans, les populations de référence des années intermédiaires étant quant à elles estimées par interpolation ou extrapolation. Pour la commune, le premier recensement exhaustif entrant dans le cadre du nouveau dispositif a été réalisé en 2004.

En 2022, la commune comptait 214 habitants, en évolution de +8,63 % par rapport à 2016 (Aube : +0,7 %, France hors Mayotte : +2,11 %).
| 1793 | 1800 | 1806 | 1821 | 1831 | 1836 | 1841 | 1846 | 1851 |
| ---- | ---- | ---- | ---- | ---- | ---- | ---- | ---- | ---- |
| 414  | 349  | 362  | 278  | 350  | 394  | 391  | 430  | 424  |

| 1856 | 1861 | 1866 | 1872 | 1876 | 1881 | 1886 | 1891 | 1896 |
| ---- | ---- | ---- | ---- | ---- | ---- | ---- | ---- | ---- |
| 448  | 412  | 425  | 402  | 371  | 329  | 312  | 318  | 312  |

| 1901 | 1906 | 1911 | 1921 | 1926 | 1931 | 1936 | 1946 | 1954 |
| ---- | ---- | ---- | ---- | ---- | ---- | ---- | ---- | ---- |
| 337  | 338  | 272  | 275  | 277  | 299  | 274  | 252  | 207  |

| 1962 | 1968 | 1975 | 1982 | 1990 | 1999 | 2004 | 2006 | 2009 |
| ---- | ---- | ---- | ---- | ---- | ---- | ---- | ---- | ---- |
| 172  | 214  | 170  | 169  | 151  | 145  | 202  | 212  | 231  |

| 2014 | 2019 | 2022 | - | - | - | - | - | - |
| ---- | ---- | ---- | - | - | - | - | - | - |
| 197  | 218  | 214  | - | - | - | - | - | - |

## Patrimoine culturel
(liste non exhaustive)

### Tableaux
- Apparition de la Vierge à saint-Robert en dépôt à l'église Saint-Jean-Baptiste de Chaource

### Lieux et monuments
- Le monument aux morts est un souvenir de la guerre de 1914-1918.
- L'église Saint-Robert bâtie en 1830 est toujours présente bien qu'elle ne sonne plus. Elle est de construction récente.
- Le château de Crogny fait partie d'un lycée forestier depuis le début des années 1960.